# جاوورانو
جاوورانو (به ایتالیایی: Gavorrano) یک کومونه در ایتالیا است که در استان گروستو واقع شده‌است.

## خصوصیات
جاوورانو ۱۶۴٫۰۴ کیلومترمربع مساحت و ۸٬۶۸۷ نفر جمعیت دارد و ۲۷۳ متر بالاتر از سطح دریا واقع شده‌است.